# Alina Ślesińska

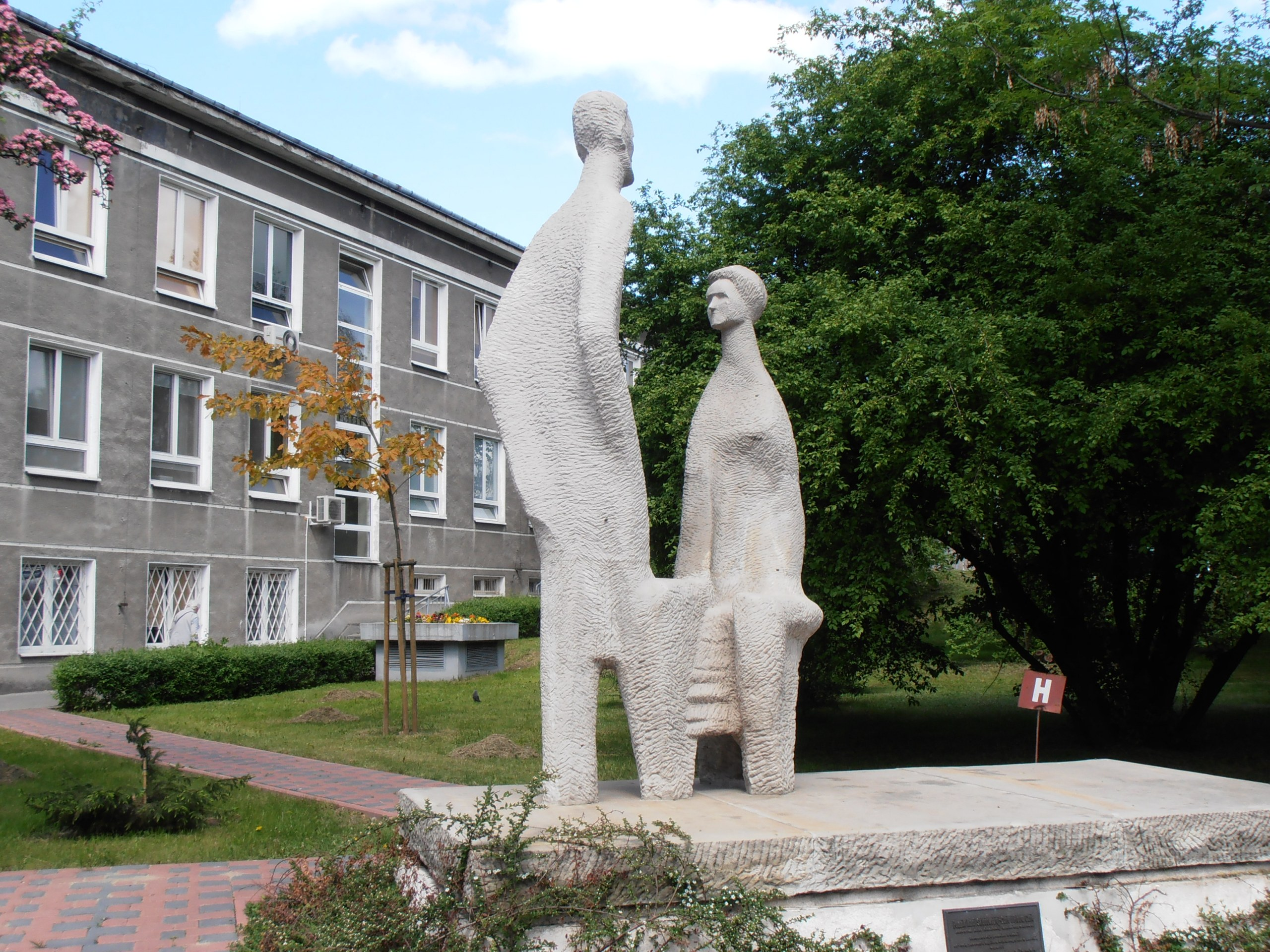
Pomnik Marii i Piotra Curie w Lublinie

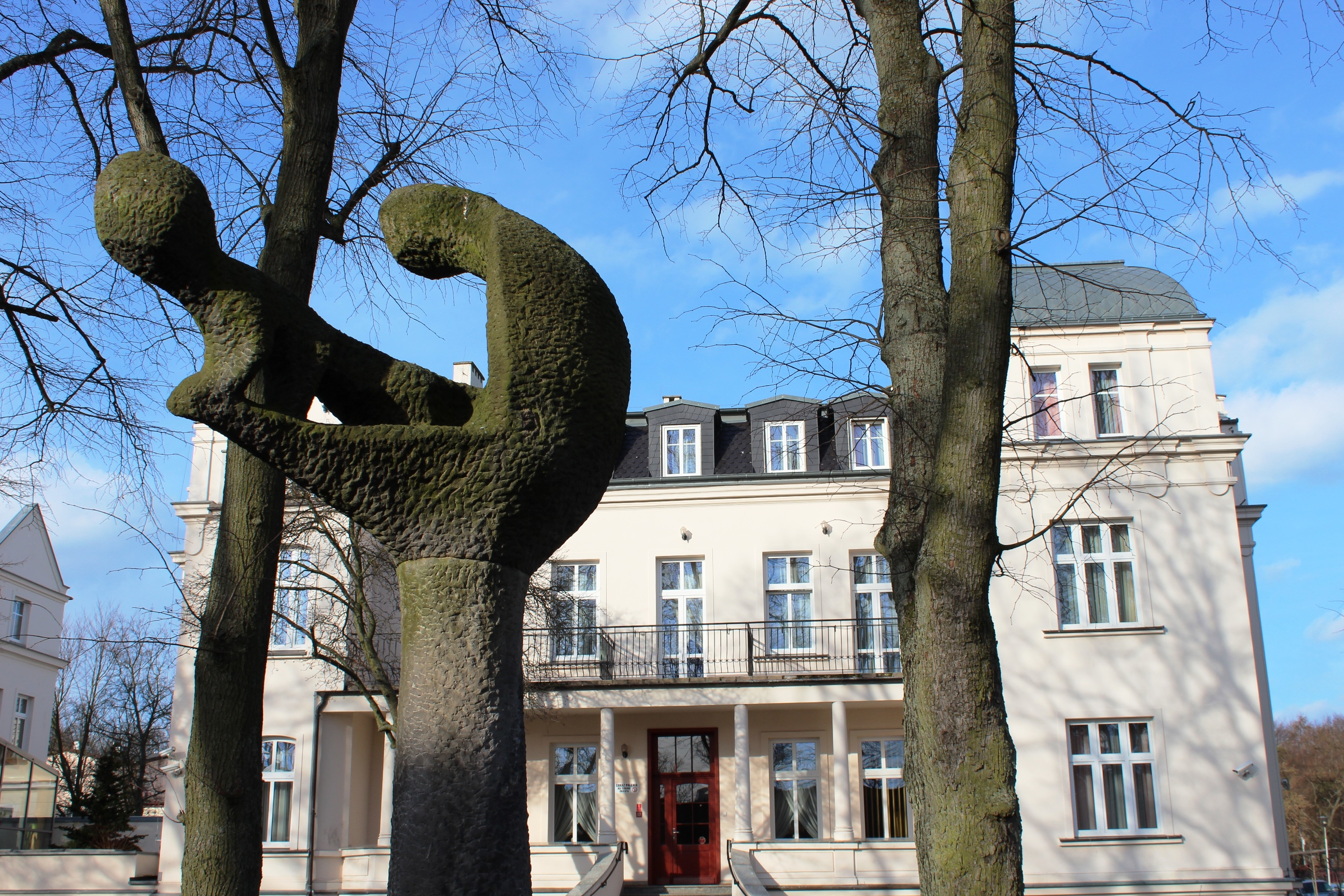
Rzeźba „Macierzyństwo” przy Zakładzie Przyrodoleczniczym nr 1 w Kołobrzegu (2015)

Alina Ślesińska (ur. 23 maja 1926 lub w 1922 w Poznaniu, zm. 25 maja 1994 w Warszawie) – polska rzeźbiarka.

## Życiorys
Studiowała u Xawerego Dunikowskiego i Mariana Wnuka. Swoje zainteresowania skierowała na rzeźbę figuratywną, inspirowaną twórczością Henry’ego Moore’a.
Prace Ślesińskiej zostały dostrzeżone na wystawie w Warszawie w 1957 i przyniosły jej uznanie warszawskiej krytyki oraz zaproszenie ze strony paryskiego Musée national d′art moderne. Indywidualna wystawa artystki zorganizowana w 1958 w Paryżu przyniosła jej rozgłos i zapoczątkowała dekadę sukcesów w kraju i za granicą. W 1963 odniosła sukces na wystawie „Architektura rzeźby, rzeźba architektury” na III Biennale w Paryżu.
Tworzyła wizje architektoniczno-rzeźbiarskie (mosty, stadiony, skrzyżowania dróg), prowadziła studia nad możliwościami łączenia rzeźby z architekturą i projektowaniem przestrzennym. Zajmowała się też malarstwem i tkaniną artystyczną. Jej promotorami byli Ossip Zadkine, Jean Cassou, Pierre Restany, Oscar Niemeyer i André Bloc.
Alina Ślesińska jest autorką pomników Marii i Piotra Curie w Lublinie oraz Bolesława Prusa w Nałęczowie, a także rzeźby Macierzyństwo prezentowanej w Kołobrzegu (pierwotnie przed Zakładem Przyrodoleczniczym nr 1).
Jej prace znajdują się głównie w zbiorach publicznych w Polsce, m.in. w muzeach w Warszawie (np. Muzeum Rzeźby im. Xawerego Dunikowskiego w Królikarni – oddział Muzeum Narodowego w Warszawie), Poznaniu (Muzeum Narodowe w Poznaniu) i Wrocławiu (Muzeum Architektury we Wrocławiu), oraz za granicą, m.in. w Rijksmuseum, Kröller-Müller Museum w Holandii i Fonds national d′art contemporain w Paryżu.
Uznawana za „wielką nieobecną” polskiej historii sztuki współczesnej. Pierwszą monograficzną wystawę artystki po 1989 roku, której kuratorką była Ewa Toniak, zorganizowano w warszawskiej Zachęcie w 2007. W opracowanym przez Toniak katalogu wystawy, znalazły się teksty krytyczne o twórczości artystki oraz obszerne kalendarium.
Pochowana w Warszawie na cmentarzu Powązkowskim (kwatera 117-6-30).

## Życie prywatne
Jej drugim mężem był Konstanty Puzyna, krytyk literacki.